# Castilblanco de los Arroyos (kommunhuvudort)
Castilblanco de los Arroyos är en kommunhuvudort i Spanien.   Den ligger i provinsen Provincia de Sevilla och regionen Andalusien, i den sydvästra delen av landet, 400 km sydväst om huvudstaden Madrid. Castilblanco de los Arroyos ligger 325 meter över havet och antalet invånare är 4 709.
Terrängen runt Castilblanco de los Arroyos är kuperad söderut, men norrut är den platt. Runt Castilblanco de los Arroyos är det ganska glesbefolkat, med 38 invånare per kvadratkilometer. Närmaste större samhälle är Brenes, 17,4 km sydost om Castilblanco de los Arroyos. Omgivningarna runt Castilblanco de los Arroyos är huvudsakligen savann.